# Archeologia biblijna

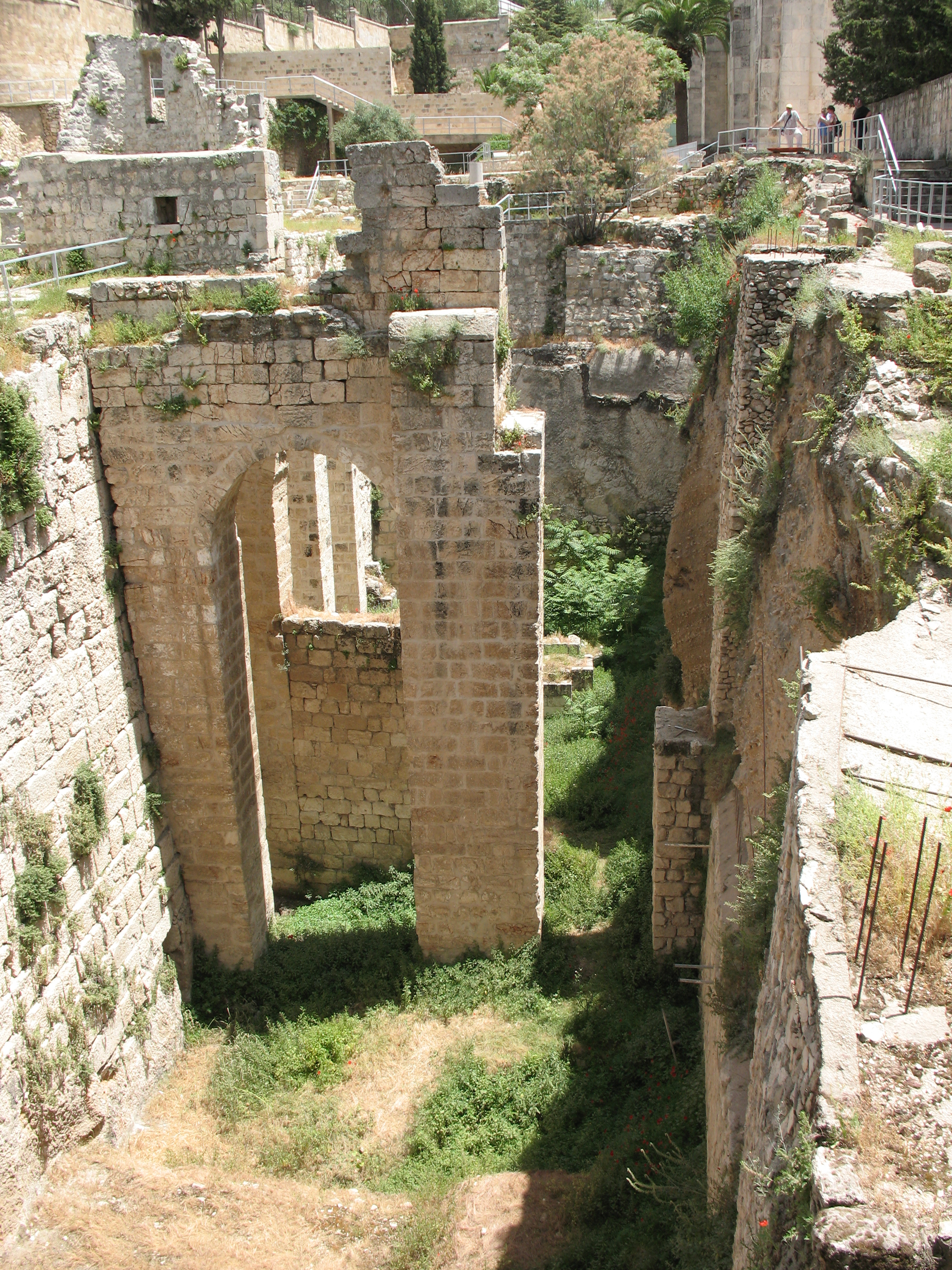
Ruiny sadzawki owczej (Betesda) (por. J 5,1-8), którą odkrył R. de Vaux OP.

Archeologia biblijna – nauka, której celem jest odtwarzanie społeczno-kulturowej przeszłości człowieka na podstawie znajdujących się w ziemi, na ziemi lub w wodzie źródeł archeologicznych, czyli materialnych pozostałości działań ludzkich, zawężone pod względem terytorialnym do miejsc związanych z wydarzeniami opisywanymi w Biblii lub mających bezpośredni związek z jej powstaniem.

## Zakres badań
Archeologia biblijna przyczynia się do zapełnienia „luk” w przekazie biblijnym, pozwala ujrzeć przekaz biblijny w pełniejszym świetle, a czasami wręcz umożliwia zrozumienie tekstu.
Archeologia biblijna jest jedną z nauk pomocniczych biblistyki.

## Historia
Jednym z ośrodków naukowych archeologii biblijnej jest Szkoła biblijna i archeologiczna w Jerozolimie, założona przez o. Marie-Josepha Lagrange’a OP. Jednym z archeologów tej szkoły był Roland de Vaux OP.
W XX wieku rozwinęła się franciszkańska szkoła archeologii biblijnej przy Studium Biblicum Franciscanum (Wydział Nauk Biblijnych i Archeologii Papieskiego Ateneum Antonianum w Rzymie). Do jej rozwoju przyczyniły się prace takich archeologów i palestynologów, jak: Bellarmino Bagatti, Virgilio Corbo, Sylvester Saller, Stanislao Loffreda, Eugenio Alliata czy Michele Piccirillo. Szkoła ta prowadziła prace wykopaliskowe w miejscach związanych z Nowym Testamentem (m.in. Nazaret, Betlejem, Kafarnaum, Magdala, En Kerem, Getsemani) i w Jordanii (Nebo, Macheront, Madaba, Umm ar-Rasas). Relacje z wykopalisk publikowane są co roku w czasopiśmie SBF Liber Annuus oraz w seriach wydawniczych SBF Collectio Maior i  SBF Collectio Minor; opracowania biblijne i patrystyczne ukazują się w serii Analecta, a kolekcje muzealne przedstawia się w serii Museum. Szkoła posiada własne muzeum zlokalizowane przy Via Dolorosa w Jerozolimie.